# Karl Renner
Karl Renner (Dolní Dunajovice, 14. prosinca 1870. – Beč, 31. prosinca 1950.) je bio austrijski političar, jedan od glavnih predstavnika austromarksizma. Rođen je u mjestu Dolní Dunajovice (Moravska) a umro je u Beču. 
Renner je rođen kao osamnaesto dijete u porodici siromašnih poljoprivrednika, ali je zbog svojih talenata išao u srednju školu, a kasnije i na studije prava na Sveučilištu u Beču od 1890. do 1896. Godine 1895. je bio jedan od osnivača Naturfreunde (prijatelja prirode), i smislio je njihov logo.
Renner je oduvijek bio zainteresiran za politiku, i postao je bibliotekar u parlamentu i član Austrijske socijal-demokratske stranke 1896. godine. Bio je kancelar Austrije i ministar vanjskih poslova od 1918. do 1920.
Sporazum u Saint-Germain-en-Layeu je također bio pod vodstvom Karla Rennera, i od 1931. do 1933. bio je predsjednik reprezentativne skupštine. Uvijek je zastupao aneksiju Austrije Njemačkoj, ali se distancirao od politike za vrijeme rata. Poslije pada Trećeg Reicha, Renner se trudio da uspostavi privremenu vladu i zalagao se da se Austrija prizna za nezavisnu državu. Bio je prvi kancelar poslije Drugog svjetskog rata. Godine 1945. je postao prvi predsjednik Druge Republike.
Umro je 1950. godine. Karl Renner je pokopan u Beču.